# Благой Дамянов
Благой (Блаже) Дамянов е български иконописец, представител на Дебърската художествена школа.

## Биография
Роден е в голямото дебърско мияшко село Тресонче. Съселянин е на Дичо Зограф и негов основен съперник на зографското поприще, тъй като е много добър майстор. Баща и учител е на зографите Михаил и Христо Благоев.
Работи за кратко време през втората половина на XIX век, но от запазените му икони личи голямо дарование. От него са известни малко творби – няколко икони в църквата „Св. св. Петър и Павел“ в Пехчево: иконите на Богородица Одигитрия и Христос от 1861 година, надписани „Зограф Блаже Дамянович из деборцка держава Тресонче“ и „Зограф Блаже Дебрали“, иконите „Йоан Кръстител" (1862) и „Свети Георги" (1862), „Света Екатерина“, „Свети Димитър“ (1863), „Свети Илия“ (1863), „Св. св. Петър и Павел“ (1861), „Свети Антоний Велики“.
- Стенописи от „Свети Архангел Гавриил“ в Долно Требешине

В 1866 година изписва стенописите в църквата „Възнесение Господне“ в Орхание, днес Ботевград. Негов подпис няма, изписана е само годината, но живописта е в неговия стил. Иконите и иконостасът са част от експозицията на Ботевградския исторически музей.
- Икони от „Възнесение Господне“ в Ботевград
- „Свети Вартоломей“
- „Свети апостол Петър“
- „Свети евангелист Матей“
- „Свети Симеон“

В 1868 година работи заедно с Вено Костов и Зафир Василков в църквата в село Света Петка и в църквата „Свети Архангел Гавриил“ в Долно Требешине. В Долно Требешине престолната патронна икона е подписана зограф Блажо Дамянович от Дебър, подписал се на престолната икона на Богородица като Блажо Дебрели. Зограф Зафир се подписал на иконата на Света Марина и Свети Стефан, датирана 1868, на иконата на Преображение и на иконата на Свети Димитър. На Рождество Христово и Обрезание се е подписал зограф Вено. По стил престолните икони са сходни с тази, подписана от Блажо Дамянович.
В „Свети Пантелеймон“ в Горно Нерези има икона на Йоан Кръстител, подписана от „Зограф Петре и Блаже Дебрали от село Тресонче 1868“, като този Блаже е възможно да е Благой Дамянов.

## Родословие
|  |  |  |  |  |  |  |  |  |  |  |  |  |  |  |  |                  |                |                |                |                |                | Благой Дамянов |  |  |  |  |  |                              |                              |                              |                              |                              |                              |  |  |
|  |  |  |  |  |  |  |  |  |  |  |  |  |  |  |  |                  |                |                |                |                |                |                |  |  |  |  |  |                              |                              |                              |                              |                              |                              |  |  |
|  |  |  |  |  |  |  |  |  |  |  |  |  |  |  |  |                  |                |                |                |                |                |                |  |  |  |  |  |                              |                              |                              |                              |                              |                              |  |  |
|  |  |  |  |  |  |  |  |  |  |  |  |  |  |  |  | Михаил Благоев   | Михаил Благоев | Михаил Благоев | Михаил Благоев | Михаил Благоев | Михаил Благоев |                |  |  |  |  |  | Христо Благоев (1863 – 1947) | Христо Благоев (1863 – 1947) | Христо Благоев (1863 – 1947) | Христо Благоев (1863 – 1947) | Христо Благоев (1863 – 1947) | Христо Благоев (1863 – 1947) |  |  |
|  |  |  |  |  |  |  |  |  |  |  |  |  |  |  |  | Михаил Благоев   | Михаил Благоев | Михаил Благоев | Михаил Благоев | Михаил Благоев | Михаил Благоев |                |  |  |  |  |  | Христо Благоев (1863 – 1947) | Христо Благоев (1863 – 1947) | Христо Благоев (1863 – 1947) | Христо Благоев (1863 – 1947) | Христо Благоев (1863 – 1947) | Христо Благоев (1863 – 1947) |  |  |
|  |  |  |  |  |  |  |  |  |  |  |  |  |  |  |  | Серафим Михайлов |                |                |                |                |                |                |  |  |  |  |  |                              |                              |                              |                              |                              |                              |  |  |